# Hódmezővásárhelyi járás
A Hódmezővásárhelyi járás Csongrád-Csanád vármegyéhez tartozó járás Magyarországon, amely 2013-ban jött létre. Székhelye Hódmezővásárhely. Területe 707,77 km², népessége 56 902 fő, népsűrűsége 80 fő/km² volt a 2012. évi adatok szerint. Két város (Hódmezővásárhely és Mindszent) és két község tartozik hozzá.
A Hódmezővásárhelyi járás a 2013-ban teljesen újonnan létrehozott járások közé tartozik, Hódmezővásárhely korábban soha nem volt járási székhely.

## Települései
| Település        | Rang (2013. július 15.) | Kistérség (2013. január 1.) | Népesség (2012. január 1.) | Terület (km²) |
| ---------------- | ----------------------- | --------------------------- | -------------------------- | ------------- |
| Hódmezővásárhely | megyei jogú város       | Hódmezővásárhelyi           | 46 522                     | 487,98        |
| Mindszent        | város                   | Hódmezővásárhelyi           | 6 685                      | 59,35         |
| Mártély          | község                  | Hódmezővásárhelyi           | 1 359                      | 36,45         |
| Székkutas        | község                  | Hódmezővásárhelyi           | 2 336                      | 123,99        |